# Baseball-Europameisterschaft 2014
Die Baseball-Europameisterschaft 2014 war die 33. Europameisterschaft im Baseball. Sie wurde vom 12. September bis zum 21. September 2014 in Deutschland und Tschechien ausgetragen. Insgesamt nahmen zwölf Mannschaften, darunter auch Deutschland, an diesem Turnier teil. Die Gruppenphase bestand aus zwei Gruppen zu je 6 Mannschaften. Die Spiele der Gruppe A wurden in der Armin-Wolf-Arena im bayrischen Regensburg, die Spiele der Gruppe B im tschechischen Ostrava ausgetragen. Die Gruppenphase dauerte vom 12. bis zum 16. September 2014. Die Hauptrunde mit den Platzierungs- und Finalspielen wurde in Brünn, Blansko und Třebíč ausgetragen und ging vom 18. bis zum 21. September 2014.
Als Titelverteidiger trat Italien an.

## Teilnehmer
Diese Mannschaften nahmen an der EM teil.
| Gruppe A       | Gruppe A                                      | Gruppe B     | Gruppe B                                      |
| -------------- | --------------------------------------------- | ------------ | --------------------------------------------- |
| Belgien        | Neunter, Baseball-Europameisterschaft 2012    | Griechenland | Siebter, Baseball-Europameisterschaft 2012    |
| Deutschland    | Vierter, Baseball-Europameisterschaft 2012    | Kroatien     | Zehnter, Baseball-Europameisterschaft 2012    |
| Frankreich     | Achter, Baseball-Europameisterschaft 2012     | Niederlande  | Baseball-Europameisterschaft 2012             |
| Großbritannien | Gewinner des „B“-Pools Qualifikationsturniers | Russland     | Gewinner des „B“-Pools Qualifikationsturniers |
| Italien        | Baseball-Europameisterschaft 2012             | Spanien      | Baseball-Europameisterschaft 2012             |
| Schweden       | Sechster, Baseball-Europameisterschaft 2012   | Tschechien   | Fünfter, Baseball-Europameisterschaft 2012    |

## Vorrunde

### Gruppe A
| Pl. | Team           | S | N | %     | GB |
| --- | -------------- | - | - | ----- | -- |
| 1.  | Italien        | 5 | 0 | 1.000 | 0  |
| 2.  | Frankreich     | 4 | 1 | .800  | 1  |
| 3.  | Deutschland    | 3 | 2 | .600  | 2  |
| 4.  | Belgien        | 2 | 3 | .400  | 3  |
| 5.  | Großbritannien | 1 | 4 | .200  | 4  |
| 6.  | Schweden       | 0 | 5 | .000  | 5  |

| Datum      | Zeit  | Team 1         | Score | Team 2         | Inning | Ort        | Boxscore |
| ---------- | ----- | -------------- | ----- | -------------- | ------ | ---------- | -------- |
| 12.09.2014 | 15:00 | Belgien        | 7–12  | Italien        |        | Regensburg | Boxscore |
| 12.09.2014 | 19:45 | Frankreich     | 3–2   | Deutschland    |        | Regensburg | Boxscore |
| 13.09.2014 | 9:30  | Schweden       | 1–7   | Großbritannien |        | Regensburg | Boxscore |
| 13.09.2014 | 13:30 | Italien        | 12–3  | Schweden       |        | Regensburg | Boxscore |
| 13.09.2014 | 17:00 | Großbritannien | 5–9   | Frankreich     | 10     | Regensburg | Boxscore |
| 13.09.2014 | 20:45 | Deutschland    | 6–2   | Belgien        |        | Regensburg | Boxscore |
| 14.09.2014 | 11:00 | Schweden       | 0–11  | Belgien        | 6      | Regensburg | Boxscore |
| 14.09.2014 | 15:00 | Deutschland    | 9–0   | Großbritannien |        | Regensburg | Boxscore |
| 14.09.2014 | 19:00 | Italien        | 12–2  | Frankreich     | 8      | Regensburg | Boxscore |
| 15.09.2014 | 11:00 | Belgien        | 5–0   | Großbritannien |        | Regensburg | Boxscore |
| 15.09.2014 | 15:00 | Schweden       | 3–8   | Frankreich     |        | Regensburg | Boxscore |
| 15.09.2014 | 19:15 | Italien        | 5–1   | Deutschland    |        | Regensburg | Boxscore |
| 16.09.2014 | 11:00 | Frankreich     | 5–4   | Belgien        |        | Regensburg | Boxscore |
| 16.09.2014 | 15:00 | Großbritannien | 1–13  | Italien        | 7      | Regensburg | Boxscore |
| 16.09.2014 | 19:00 | Deutschland    | 12–8  | Schweden       |        | Regensburg | Boxscore |

### Gruppe B
| Pl. | Team         | S | N | %     | GB |
| --- | ------------ | - | - | ----- | -- |
| 1.  | Niederlande  | 5 | 0 | 1.000 | 0  |
| 2.  | Spanien      | 4 | 1 | .800  | 1  |
| 3.  | Tschechien   | 3 | 2 | .600  | 2  |
| 4.  | Russland     | 1 | 4 | .200  | 4  |
| 5.  | Kroatien     | 1 | 4 | .200  | 4  |
| 6.  | Griechenland | 1 | 4 | .200  | 4  |

| Datum      | Zeit  | Team 1       | Score | Team 2       | Inning | Ort     | Boxscore |
| ---------- | ----- | ------------ | ----- | ------------ | ------ | ------- | -------- |
| 12.09.2014 | 11:00 | Griechenland | 3–15  | Spanien      |        | Ostrava | Boxscore |
| 12.09.2014 | 15:00 | Kroatien     | 2–19  | Niederlande  | 5      | Ostrava | Boxscore |
| 12.09.2014 | 19:00 | Tschechien   | 5–0   | Russland     |        | Ostrava | Boxscore |
| 13.09.2014 | 11:00 | Spanien      | 18–2  | Kroatien     | 6      | Ostrava | Boxscore |
| 13.09.2014 | 15:00 | Russland     | 14–1  | Griechenland | 7      | Ostrava | Boxscore |
| 13.09.2014 | 19:00 | Niederlande  | 7–0   | Tschechien   | 5      | Ostrava | Boxscore |
| 14.09.2014 | 11:00 | Spanien      | 12–0  | Russland     | 7      | Ostrava | Boxscore |
| 14.09.2014 | 15:00 | Niederlande  | 11–0  | Griechenland | 7      | Ostrava | Boxscore |
| 14.09.2014 | 19:00 | Tschechien   | 13–2  | Kroatien     | 8      | Ostrava | Boxscore |
| 15.09.2014 | 11:00 | Kroatien     | 10–3  | Russland     |        | Ostrava | Boxscore |
| 15.09.2014 | 16:00 | Tschechien   | 17–2  | Griechenland | 6      | Ostrava | Boxscore |
| 15.09.2014 | 20:00 | Niederlande  | 19–7  | Spanien      | 7      | Ostrava | Boxscore |
| 16.09.2014 | 11:00 | Griechenland | 10–0  | Kroatien     | 7      | Ostrava | Boxscore |
| 16.09.2014 | 15:00 | Spanien      | 9–2   | Tschechien   |        | Ostrava | Boxscore |
| 16.09.2014 | 19:00 | Russland     | 1–12  | Niederlande  | 8      | Ostrava | Boxscore |

## Platzierungsspiel/Abstiegsrunde

### Spiel um Platz 7
| Datum      | Zeit  | Team 1   | Score | Team 2  | Inning | Ort     | Boxscore |
| ---------- | ----- | -------- | ----- | ------- | ------ | ------- | -------- |
| 18.09.2012 | 19:00 | Russland | 2–12  | Belgien | 8      | Blansko | Boxscore |

### Abstiegsrunde
Die letzten beiden Mannschaften der Abstiegsrunde steigen in den „B“-Pool ab.
| Pl. | Team           | S | N | %     | GB |
| --- | -------------- | - | - | ----- | -- |
| 1.  | Großbritannien | 3 | 0 | 1.000 | 0  |
| 3.  | Griechenland   | 1 | 2 | .333  | 2  |
| 4.  | Schweden       | 1 | 2 | .333  | 2  |
| 2.  | Kroatien       | 1 | 2 | .333  | 2  |

| Datum      | Zeit  | Team 1         | Score | Team 2       | Inning | Ort    | Boxscore |
| ---------- | ----- | -------------- | ----- | ------------ | ------ | ------ | -------- |
| 18.09.2014 | 11:00 | Kroatien       | 11–10 | Schweden     |        | Třebíč | Boxscore |
| 18.09.2014 | 15:00 | Großbritannien | 10–4  | Griechenland |        | Třebíč | Boxscore |
| 19.09.2014 | 11:00 | Griechenland   | 0–2   | Schweden     |        | Třebíč | Boxscore |
| 19.09.2014 | 15:00 | Großbritannien | 9–0   | Kroatien     |        | Třebíč | Boxscore |

## Hauptrunde
Die ersten beiden Mannschaften dieser Runde spielen im Finale am 21. September 2014 in Brünn.
| Pl. | Team        | S | N | %     | GB |
| --- | ----------- | - | - | ----- | -- |
| 1.  | Niederlande | 5 | 0 | 1.000 | 0  |
| 2.  | Italien     | 4 | 1 | .800  | 1  |
| 3.  | Spanien     | 3 | 2 | .600  | 2  |
| 4.  | Tschechien  | 1 | 4 | .200  | 4  |
| 5.  | Deutschland | 1 | 4 | .200  | 4  |
| 6.  | Frankreich  | 1 | 4 | .200  | 4  |

| Datum      | Zeit  | Team 1      | Score | Team 2      | Inning | Ort   | Boxscore |
| ---------- | ----- | ----------- | ----- | ----------- | ------ | ----- | -------- |
| 18.09.2014 | 11:00 | Italien     | 6–4   | Spanien     |        | Brünn | Boxscore |
| 18.09.2014 | 15:00 | Frankreich  | 3–14  | Tschechien  | 7      | Brünn | Boxscore |
| 18.09.2014 | 19:00 | Deutschland | 4–10  | Niederlande |        | Brünn | Boxscore |
| 19.09.2014 | 12:00 | Niederlande | 14–5  | Frankreich  |        | Brünn | Boxscore |
| 19.09.2014 | 15:30 | Spanien     | 4–3   | Deutschland |        | Brünn | Boxscore |
| 19.09.2014 | 19:00 | Tschechien  | 1–9   | Italien     |        | Brünn | Boxscore |
| 20.09.2014 | 11:00 | Spanien     | 10–5  | Frankreich  |        | Brünn | Boxscore |
| 20.09.2014 | 15:00 | Deutschland | 5–2   | Tschechien  |        | Brünn | Boxscore |
| 20.09.2014 | 19:00 | Italien     | 0–5   | Niederlande |        | Brünn | Boxscore |

## Finale
| Datum      | Zeit  | Team 1      | Score | Team 2  | Inning | Ort   | Boxscore |
| ---------- | ----- | ----------- | ----- | ------- | ------ | ----- | -------- |
| 21.09.2014 | 15:00 | Niederlande | 6–3   | Italien |        | Brünn | Boxscore |

## Endstand
| Pl. | Team           | S | N |
| --- | -------------- | - | - |
|     | Niederlande    | 9 | 0 |
|     | Italien        | 7 | 2 |
|     | Spanien        | 6 | 2 |
| 4.  | Tschechien     | 4 | 4 |
| 5.  | Deutschland    | 4 | 4 |
| 6.  | Frankreich     | 4 | 4 |
| 7.  | Belgien        | 3 | 3 |
| 8.  | Russland       | 1 | 5 |
| 9.  | Großbritannien | 2 | 4 |
| 10. | Griechenland   | 1 | 5 |
| 11. | Schweden       | 1 | 5 |
| 12. | Kroatien       | 1 | 5 |